# 跨哈德逊造山运动

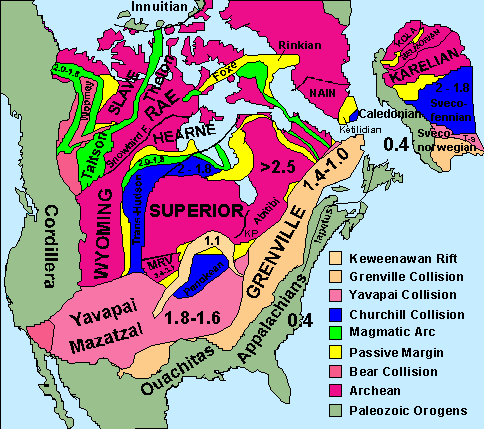
跨哈德逊造山带（蓝）被怀俄明赫恩-Rae与苏必利尔克拉通（紫红）环绕，后两个地块构成了劳伦大陆（北美克拉通）的核心。

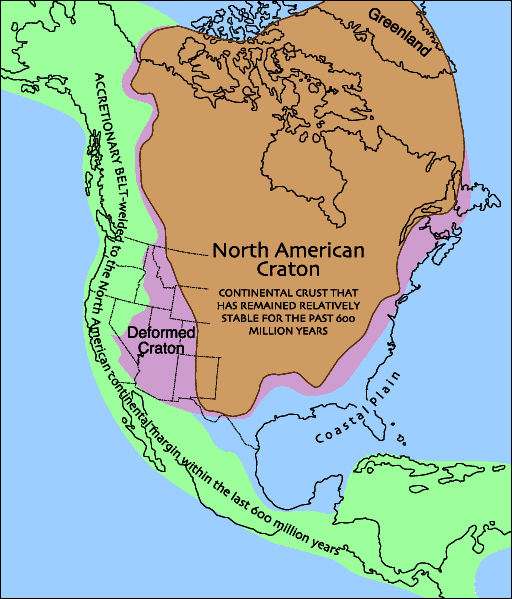
北美克拉通，或称作劳伦大陆。

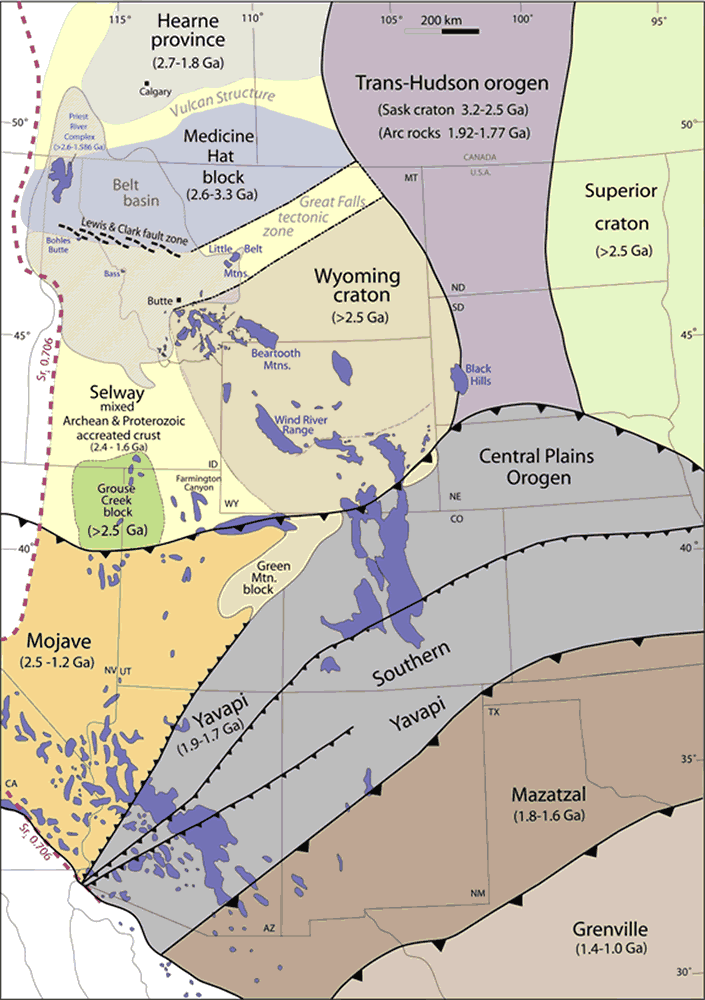
跨哈德逊造山带与怀俄明克拉通、苏必利尔克拉通、赫恩克拉通

跨哈德逊克拉通（Trans-Hudson orogeny, Trans-Hudsonian orogeny）是形成了前寒武纪加拿大地盾、北美克拉通（也称劳伦大陆）的主要造山运动，形成了最初的北美洲大陆。其形成了跨哈德逊造山带（Trans-Hudson orogen，THO）或跨哈德逊造山断裂带（Trans-Hudson Orogen Transect，THOT，也称为跨哈德逊缝合带（Trans-Hudsonian Suture Zone，THSZ）），是最大的古元古代造山带，其中包含元古宙增生的地壳与已有的太古宙大陆碰撞带构成的网络。这一事件发生于20–18亿年前。
跨哈德逊造山运动将赫恩-Rae、苏必利尔和怀俄明克拉通缝合在一起，在古元古代造山带中形成了北美大陆的核心。这些造山带包括至少9个独立大陆碎片的边缘，形成至少3个古超大陆（劳亚大陆、盘古大陆、凯诺兰大陆（距今27亿年）），还包括地球最古老的克拉通陆壳。这些较古的克拉通陆块、增生的火山弧地体与元古宙早期及中生代洋内沉积，在跨哈德逊造山运动（THO）中缝合在一起，产生广泛的褶皱和逆断层，以及变质作用和数百个大型花岗岩类侵入体。
THO是直角缝合带，从萨斯喀彻温省向东延伸，穿过丘吉尔克拉通的碰撞带和魁北克省北部，形成部分拉布拉多和巴芬岛，直到格陵兰的Rinkian带和Nagssugtodidian造山带。向西穿过哈德逊湾和萨省，90度转向南方，穿过蒙大拿州东部、达科他州西部、怀俄明州东部、内布拉斯加州西部，最后被夏延带（亚瓦派造山带北缘）切断（见跨哈德逊地图与THOT截面图）造山带在南方形成了蒙大拿州和达科他州的地下显生宙地层，造就了大平原。

## 概览
跨哈德逊造山运动是古元古代劳伦大陆形成事件的顶峰，发生在沃普梅造山运动（哈德逊湾以西，距今21-19亿年）。跨哈德逊造山运动是加拿大东部苏必利尔克拉通、萨斯喀彻温省北部的赫恩克拉通和美国西部的怀俄明克拉通碰撞的结果，太古宙微大陆萨斯克克拉通（Sask Craton）被困在THO西部内部。与喜马拉雅造山运动比较相似，跨哈德逊造山运动也是沿缝合带陆陆碰撞的结果。形成的山系仅遗留下根部，即萨省西北和南达科他州的黑山。跨哈德逊造山运动及之后的中元古代陆壳动荡，导致五大湖周围地区成为平原，进而形成了美国的内陆平原（大平原是北美内陆平原的最西端，向东延伸至阿巴拉契亚高原）。
南达科他州黑山是跨哈德逊造山带仅存的几处出露。黑山高出周围一千米多，主峰黑麋鹿峰（也是南达科他州最高点）海拔2207米。这些尖顶和山峰都由花岗岩等火成岩与变质岩构成，是隆起的核心。与加拿大出露的北部地段相比，对劳伦大陆南部THO事件的性质与发生时间知之甚少。黑山是太古宙怀俄明克拉通与苏必利尔克拉通碰撞带的古元古代陆缘变形变质的唯一出露，根据地球物理证据，一般视作THO的南延部分，最后被距今16.8亿年的大平原造山运动截断。

## 事件顺序
海洋证据表明，该地区最初形成了Manikewan洋。断层、沉积岩和火成岩都指示，张裂产生了裂谷，扩展到没有构造活动的被动边缘。大陆架出现浅海沉积，陆块边缘形成洋壳。最后张裂停止、方向逆转，陆壳发生碰撞。在沃普梅造山运动中，大奴克拉通的洋壳潜没到了向东移动的大陆板块下。同样，在跨哈德逊造山运动期间，张裂起初将苏必利尔克拉通与大陆分开；随后方向逆转，洋盆闭合。苏必利尔克拉通潜没到赫恩、怀俄明克拉通下（中间夹着Sask克拉通），形成了隐没带。火山弧随着克拉通的碰撞而发展，最终产生了THO造山运动。

### 西北内陆区
西北内陆区（Northwestern hinterland zone）是构造变形复合体，包含彼得湖、渥拉斯顿、海豹河等几个区，以及克里湖区的其他部分，现已归入赫恩克拉通。

### 驯鹿区
北部的驯鹿区（Reindeer zone）是500km宽的碰撞带，由古元古代（19.2-18.3亿年前）火山弧岩、深成岩、火成沉积岩及较年轻的磨拉岩组成，可分为几个岩石构造区。它们大多形成于海洋向潜没弧环境过渡的过程，西北部受到太古宙地壳成分的影响。这一区域位于现在被认为是Sask克拉通的构造窗中出露的太古宙基岩之上。

### Wathaman-契帕瓦岩磐
Wathaman-契帕瓦岩磐（Wathaman-Chipewyan batholith）是安第斯型陆缘岩浆弧i，形成于18.6-18.5亿年前。

### 弗林弗伦岩域
弗林弗伦岩域（Flin Flon domain）位于跨哈德逊缝合带中心，越过马尼托巴-萨省边界，位于苏必利尔克拉通以西、Kisseynew域以南、Glennie域以东。

### 苏必利尔边界区
苏必利尔边界区（Superior Boundary zone）是与苏必利尔克拉通东南部接壤的狭长硅铝质前缘带，由汤普森带、斯普利特莱克地块、福克斯河带组成。

## 经济地质学
弗林弗伦绿岩带是世界上最大的元古宙块状硫化物矿床之一，包含27个Cu-Zn-(Au)矿床，已开采量超过1.83亿钝。弗林弗伦带已开采的大多数矿床都与新生弧火山岩有关，为未来的勘探提供了强有力的重点。金矿化研究较少，不过在里德湖已被证明与晚期的脆性-韧性剪切带有关，紧随跨哈德逊造山运动的构造与变质活动高峰期。在雪湖，初步调查表明金矿化历史悠久，至少有一些发生在变质作用之前。